# 1675 в Україні

## Події
- Битва під Львовом (1675)
- Облога Теребовлі (1675)
- Кримський похід (1675)

## Особи

### Народились
- Лизогуб Яків Юхимович (1675—1749) — військовий і політичний діяч, з старшинного роду Лизогубів, відомого з часів Хмельниччини.
- Антоній (Томилович-Лебецький) (1675—1745) — титулярний архієпископ Смоленської архієпарії Руської Унійної Церкви, василіянин, магістр новіціяту в Битені, протоархимандрит Василіянського Чину Конґреґації Пресвятої Трійці (1730—1736), архимандрит Онуфрейський і Гродненський.

### Померли
- 26 липня Йосип Тукальський-Нелюбович (? — 1675) — український церковний діяч білоруського походження, православний митрополит Київський, Галицький та всієї Русі в 1663—1675 роках.

## Засновані, зведені
- Чернігівська друкарня
- Краснокутський монастир
- Баймаки (Білогірський район)
- Берека (село)
- Бугаївка (Ізюмський район)
- Верхня Рожанка
- Іллірія (село)
- Забара (Корецький район)
- Михайлівка (Лебединський район)
- Нижня Рожанка
- Нова Водолага
- Шестакове